# Ram 1500 REV
Ram 1500 REV – elektryczny samochód osobowy typu pickup klasy wyższej wyprodukowany pod amerykańską marką Ram w 2023 roku.

## Historia i opis modelu

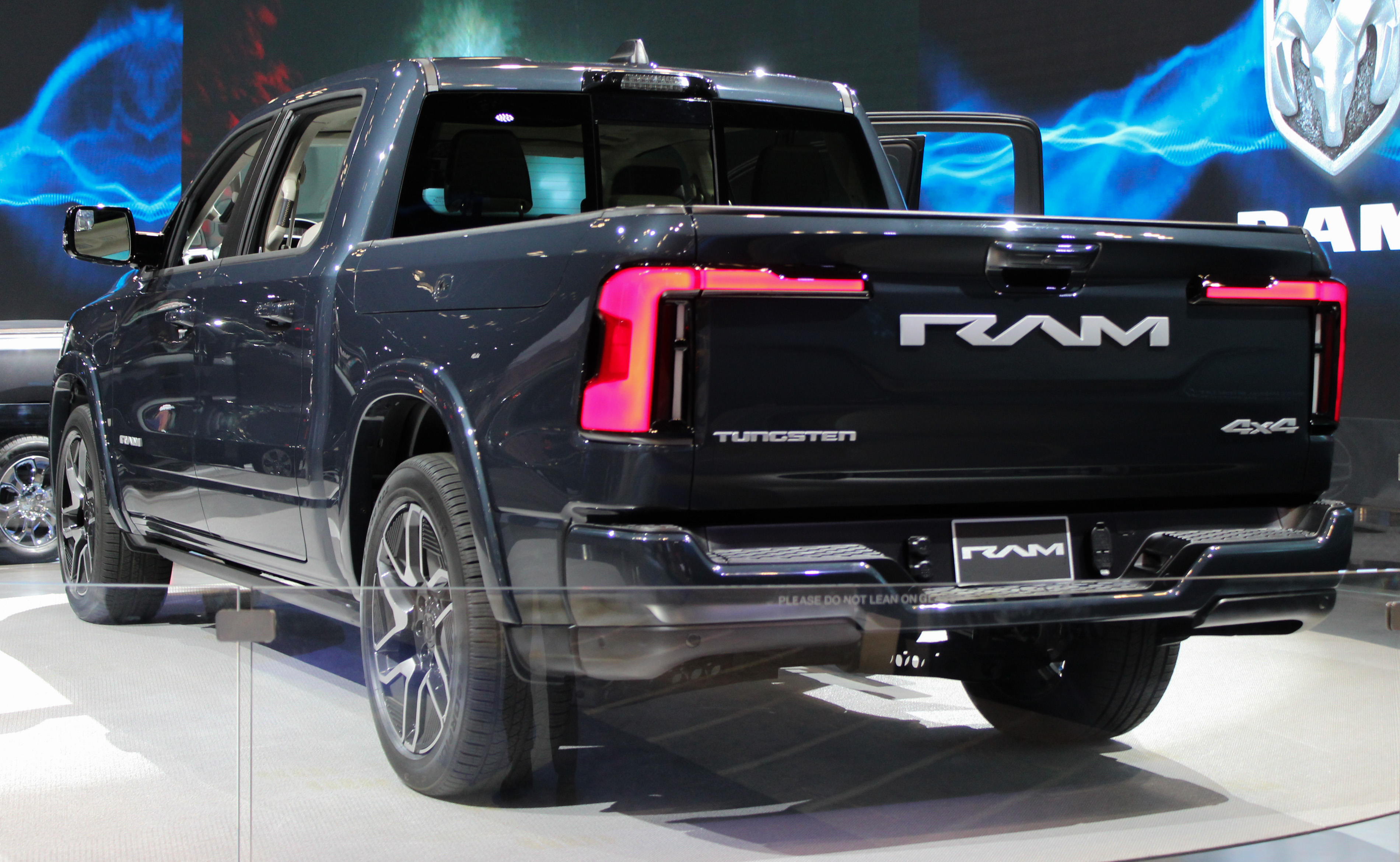
Ram 1500 REV - tył

Po raz pierwszy plany budowy pierwszego w swojej historii elektrycznego pickupa amerykańska firma Ram potwierdziła oficjalnie w lipcu 2021 roku podczas specjalnego wydarzenia opisującego strategię elektryfikacji floty marek koncernu Stellantis. W lutym 2022 przedstawiono pierwszy teaser zwiastujący sylwetkę nowego modelu Rama, z kolei oficjalą studyjną zapowiedzią elektrycznej półciężarówki został prototyp Ram Revolution Concept zaprezentowany na początku stycznia 2023 podczas targów technologicznych CES 2023 w Las Vegas. Już miesiąc później potwierdzono oficjalnie nazwę seryjnego modelu, by zaprezentować go jeszcze w tym samym miesiącu.
Produkcyjny Ram 1500 REV, wbrew kierunkowi nakreślonemu przez futurystyczny prototyp, pozostał nie odrębną konstrukcją opracowaną od podstaw, lecz jedynie głęboko zmodyfikowanym wizualnie spalinowym Ramem 1500. Główne zmiany skoncentrowały się na pasie przednim, który otrzymał charakterystyczne reflektory full LED pokryte przez dwa pasy zawężające się ku środku. Pomiędzy nimi umieszczono oświetlony napis "RAM". Inną różnicą stały się aerodynamiczne osłony kół, a także przedłużenie tylnych lamp w postaci pasów LED na klapie przedziału transportowego. Ten może zostać uzupełniony dodatkowymi schowkami  w nadkolach.
Kabina pasażerska pozostała nieznacznie zmodyfikowana w stosunku do spalinowego odpowiednika Rama 1500 REV. Kokpit wzbogacił duży wertykalny ekran z nową generacją systemu multimedialnego, z kolei na miejscu pasażersa wygospodarowano miejsce na dodatkowy, trzeci wyświetlacz dotykowy stanowiący uzupełnienie dla systemu inforozrywki.

### Sprzedaż
Choć premiera Rama 1500 REV miała miejsce w pierwszym kwartale 2023 roku, a zamówienia na elektrycznego pickupa rozpoczęto zbierać tuż po debiucie, tak początek produkcji wyznaczono pierwotnie na koniec 2024 roku. Dostawy pierwszych gotowych egzemplarzy do nabywców w Ameryce Północnej planowano z kolei na początek 2025 roku, niespełna 2 lata po prezentacji. W grudniu 2024 po zmianach w zarządzie koncernu Stellantis w odpowiedzi na uwarunkowania rynkowe, datę początku produkcji ponownie opóźniono, tym razem na 2026 rok, by w styczniu 2025 ostatecznie całkowicie zarzucić projekt i nie wdrożyć go do produkcji kosztem przekierowania uwagi na hybrydowy wariant klasycznego Rama 1500.

### Dane techniczne
Ram 1500 REV to samochód w pełni elektryczny, którego szczegłowe parametry techniczne nie zostały jeszcze dokładnie scharakteryzowane.  Producent wskazał jedynie, że zasięg na jednym ładowaniu ma wynosić około 804 kilometry w przypadku topowej specyfikacji, a baterie mogą być ładowane 800-woltowymi szybkimi ładowarkami z prędkością do 350 kW i zapewniając przyrost o 160 kilometrów zasięgu w 10 minut.